# 大スビ島
大スビ島（インドネシア語: Pulau Subi Beser）は南シナ海西南部にあるナトゥナ諸島の島。インドネシア語ではスビ・ビサールであり、ビサールは大を意味する。南ナトゥナ諸島の最大の島。
大ナトゥナ島から南東に95kmほどの位置にあり、ボルネオ島のクチンの北西おおよそ220kmほどの位置にある。北に隣接して小スビ島が存在し、ボルネオ島との間にはパンジャン島やセラサン島が存在する。